# Mattheus Marinus Schepman

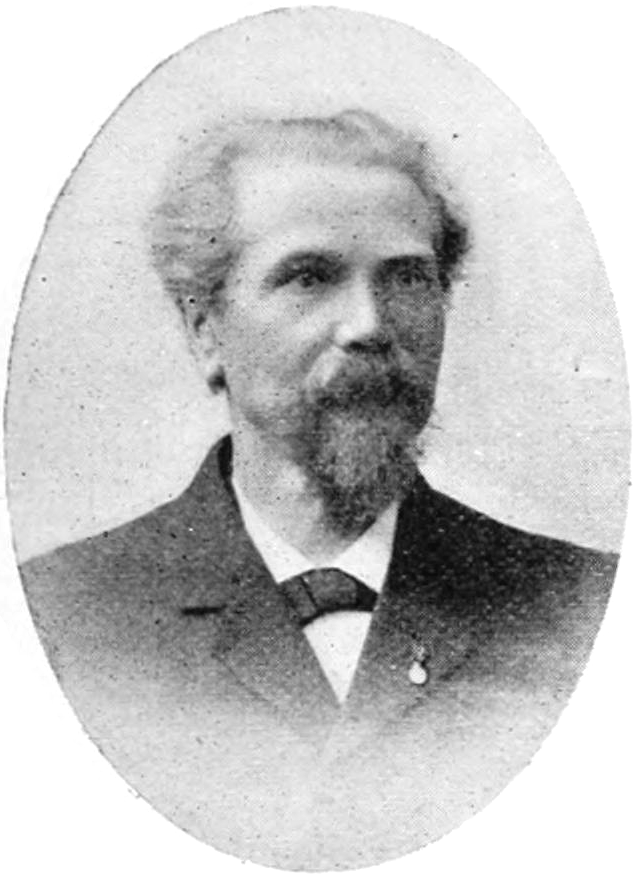
Mattheus Marinus Schepman (1908)

Mattheus Marinus Schepman (* 17. August 1847 in Rhoon; † 19. November 1919 in Bosch en Duin) war einer der bedeutendsten niederländischen Malakologen.
Durch eigenes Sammeln, Tausch und Kauf hatte Mattheus Marinus Schapman eine der bedeutendsten Schalensammlungen von Weichtieren in den Niederlanden zusammengetragen. Nach seinem Tod kaufte 1920 die Universität Amsterdam (ZMA) seine Bibliothek und die Sammlung (9000 Arten in 1250 Gattungen) für 6205 Gulden.

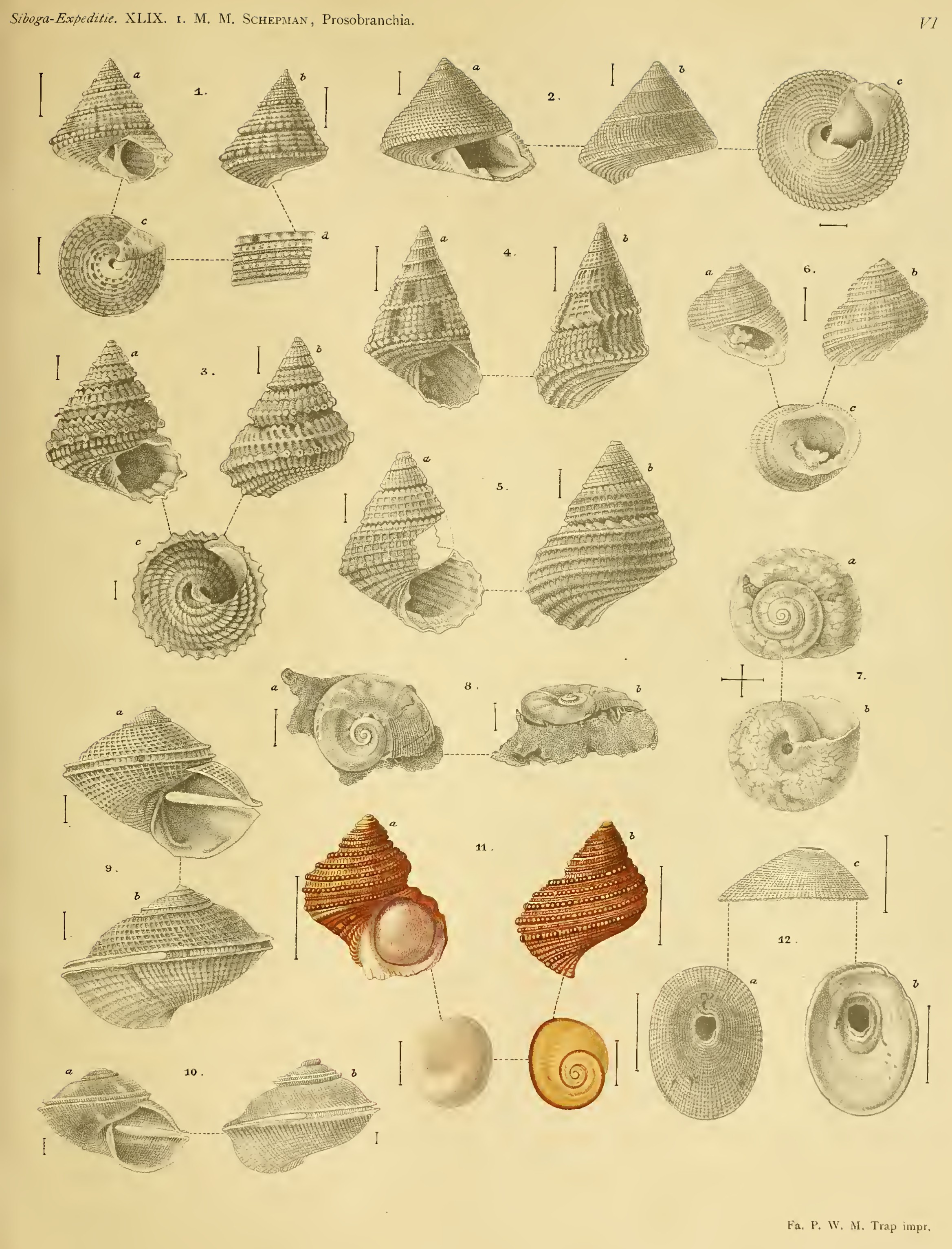
Arten-Tafel aus Schepmans 494 Seiten umfassendem Hauptwerk The Prosobranchia of the Siboga Expedition

Er erhielt die Gelegenheit, die Mollusken zu identifizieren und zu beschreiben, die Max Wilhelm Carl Weber von der bedeutenden Siboga-Expedition 1899–1900 in niederländisch Ost-Indien mitgebracht hatte. Zwischen 1908 und 1913 veröffentlichte Schepman in sieben Bänden Beschreibungen von etwa 2500 Arten, viele davon neu für die Wissenschaft. Insgesamt schrieb er mehr als 60 malakologische Veröffentlichungen. Von den etwa 450 von ihm neu beschriebenen Taxa, darunter 6 Gattungen und eine Familie von unterwasserlebenden Höhlenschnecken (Neritiliidae), sind gemäß World Register of Marine Species im Jahr 2014 noch 192 valide Arten.
Zu Ehren von Mattheus Marinus Schapman wurden folgende Arten nach ihm benannt:
- Argyropeza schepmaniana Melvill, 1912
- Bathyliotina schepmani Habe, 1953
- Clavosurcula schepmani Sysoev, 1997
- Epitonium schepmani (Melvill, 1910)
- Lucerapex schepmani Shuto, 1970
- Mitra schepmani Salisbury & Guillot de Suduiraut, 2003
- Mitrella schepmani Monsecour & Monsecour, 2007
- Natica schepmani Thiele, 1925
- Neilonella schepmani Prashad, 1932
- Pagodidaphne schepmani (Thiele, 1925)
- Trivellona schepmani (Schilder, 1941)